# 黄鳍结鱼
黄鳍结鱼（学名：Tor putitora）俗稱金吉羅，为结鱼属的鱼类，被IUCN列為瀕危保育類動物。分布于亞洲阿富汗、尼泊爾、缅甸、印度、不丹以及龙川江等。该物种的模式产地在印度。棲息於溪流與湖，屬雜食性，以魚、浮游動物、昆蟲的幼蟲與植物，可做為食用魚、養殖魚類及觀賞魚，大型體長可達2.75米長，重54公斤，足以和同為鯉科最大的魚種巨暹羅鯉媲美。
而於當地語之相似物種有同屬的物種紅吉羅（Tor tambroides）、野结鱼（Tor tambra）、丘結魚（Tor soro）、大鱗結魚（Tor douronensis）亦被稱為吉羅魚。